# Néstor Nieves
Néstor Francisco Nieves  (né le 29 décembre 1974) est un athlète vénézuélien, spécialiste du 3 000 mètres steeple.

## Biographie
En 2003, Néstor Nieves remporte le 3 000 m steeple lors des Jeux panaméricains. Avec un temps de 8 min 34 s 26, il s'impose devant le Canadien Joël Bourgeois et l'Américain Anthony Famiglietti.

### Palmarès
| Date | Compétition                                      | Lieu                 | Résultat | Performance   |
| ---- | ------------------------------------------------ | -------------------- | -------- | ------------- |
| 1997 | Championnats d'Amérique centrale et des Caraïbes | San Juan             | 3e       | 8 min 50 s 46 |
| 1998 | Championnats ibéro-américains                    | Lisbonne             | 3e       | 8 min 30 s 07 |
| 1998 | Jeux d'Amérique centrale et des Caraïbes         | Maracaibo            | 2e       | 8 min 43 s 34 |
| 2001 | Championnats d'Amérique centrale et des Caraïbes | Guatemala            | 2e       | 9 min 01 s 48 |
| 2002 | Jeux d'Amérique centrale et des Caraïbes         | San Salvador         | 3e       | 8 min 53 s 56 |
| 2003 | Championnats d'Amérique du Sud                   | Barquisimeto         | 1er      | 8 min 46 s 41 |
| 2003 | Championnats d'Amérique centrale et des Caraïbes | Grenade              | 2e       | 8 min 40 s 27 |
| 2003 | Jeux panaméricains                               | Saint-Domingue       | 1er      | 8 min 34 s 26 |
| 2006 | Jeux d'Amérique centrale et des Caraïbes         | Carthagène des Indes | 2e       | 8 min 44 s 86 |

### Records
| Épreuve              | Performance   | Lieu      | Date             |
| -------------------- | ------------- | --------- | ---------------- |
| 3 000 mètres steeple | 8 min 27 s 36 | Barcelone | 2 septembre 2000 |